# Španělsko na Letních olympijských hrách 2016
Španělsko se účastnilo Letní olympiády 2016.

## Medailisté
| Medaile | Jméno | Sport              | Soutěž                    |
| ------- | --- | ------------------ | ------------------------- |
| Zlato   | Mireia Belmonteová | Plavání            | Ženy 200 m motýlek        |
| Zlato   | Maialen Chourrautová | Kanoistika         | Ženy slalom K-1           |
| Zlato   | Marc López Rafael Nadal | Tenis              | Muži čtyřhra              |
| Zlato   | Marcus Walz | Kanoistika         | Muži K-1 1000 metrů       |
| Zlato   | Saúl Craviotto Cristian Toro | Kanoistika         | Muži K-2 200 metrů        |
| Zlato   | Carolina Marinová | Badminton          | Ženy jednotlivkyně        |
| Zlato   | Ruth Beitiaová | Atletika           | Ženy skok vysoký          |
| Stříbro | Orlando Ortega | Atletika           | Muži 110 metrů překážek   |
| Stříbro | Eva Calvo | Taekwondo          | Ženy 57 kg                |
| Stříbro | Anna Cruz Silvia Domínguez Laura Gil Astou Ndour Laura Nicholls Laia Palauová Lucila Pascua Laura Quevedo Leonor Rodríguez Leticia Romero Alba Torrensová Marta Xargay        | Basketbal          | Turnaj žen                |
| Stříbro | Sandra Aguilar Artemi Gavezou Elena López Lourdes Mohedano Alejandra Quereda                                                                                                  | Moderní gymnastika | Ženy společné skladby     |
| Bronz   | Mireia Belmonteová | Plavání            | Ženy 400 m polohový závod |
| Bronz   | Lidia Valentínová | Vzpírání           | Ženy 75 kg                |
| Bronz   | Joel González | Taekwondo          | Muži 68 kg                |
| Bronz   | Saúl Craviotto | Kanoistika         | Muži K-1 200 metrů        |
| Bronz   | Álex Abrines José Calderón Víctor Claver Rudy Fernández Pau Gasol Willy Hernangómez Sergio Llull Nikola Mirotić Juan Carlos Navarro Felipe Reyes Sergio Rodríguez Ricky Rubio | Basketbal          | Turnaj mužů               |
| Bronz   | Carlos Coloma | Cyklistika         | Muži cross-country        |